# Infrazvok
Infrazvok je longitudinalno valovanje s frekvenco pod 15 Hz, ki ga človeško uho ne more slišati. Infrazvok ni zvok v ožjem pomenu besede, saj je zvok definiran kot valovanje zraka, ki ga lahko zazna človeško uho.  Kljub temu pa vpliva na počutje - počasna mehanska nihanja, ki jih infrazvok vsiljuje telesu, občutimo predvsem v želodcu in prsnem košu; če je infrazvok premočan, povzroči glavobol in notranje krvavitve, ob nižjih jakostih pa občutek nelagodja, tudi strahu, in »mravljince« po telesu. Zato domnevajo, da je infrazvok udeležen pri mnogih primerih občutka nadnaravnega, npr. prisotnosti duhov.
Zvok nizkih frekvenc se v zraku malo absorbira, zaradi česar se lahko prenaša na velike razdalje, tudi do več sto kilometrov. Ta zvok zaznavajo različne vodne živali in ptice in se lahko npr. umaknejo pred nevihto. Valovanje s frekvenco pod 20 Hz nastaja ob nevihtah, pri potresih, plazovih, eksplozijah, delovanju težkih strojev itd. in se učinkovito prenaša tako po zraku, kot po vodi in trdni podlagi. Valovanja tal v rangu od 20 do 0,001 Hz spremljajo seizmologi pri preučevanju potresov.